# Émile Boyer
Pour les articles homonymes, voir Boyer.
Émile Boyer, né à Paris 2e le 30 juin 1877 et mort à Paris 18e le 19 août 1948, est un peintre paysagiste français.

## Biographie
Né dans une famille pauvre, il est remarqué fort jeune pour ses travaux de dessin en broderie qu'il effectue pour subvenir aux besoins de sa mère paralysée. Devenu imprimeur, il est estropié d'un bras par sa machine. Installé à Montmartre, il exerce les métiers de brocanteur puis de marchand de frites place du Tertre à Paris et est encouragé à l'art par Maurice Utrillo.
Il prend essentiellement part au Salon d'automne. 

## Œuvres[5]
- La Rivière
- Fleurs
- Notre-Dame de Paris
- Maison de campagne
- Le Pêcheur du port d'Anches
- La Route du village
- L'Église de Sajeux sous la neige
- Hôtel-de-Ville d'Arras
- Effet de neige
- La Maison de Mimi-Pinson